# John M. Pollard
John Michael Pollard (né le 25 octobre 1941 près de Londres) est un mathématicien britannique qui a développé des algorithmes pour la factorisation de grands entiers et pour le calcul du logarithme discret. 
John M. Pollard a étudié à l'université de Cambridge et a obtenu un B.A. (1963), une M.A. (1965) et un  Ph.D. (1978),,. De 1968 à 1986,  il  a travaillé chez BT Group, l'opérateur historique britannique des télécommunications.

## Travaux
Ses algorithmes les plus connus sont l'algorithme rho de Pollard, l'algorithme p-1 de Pollard et la première version du crible algébrique, développé ultérieurement par d'autres contributeurs.
Il a aussi introduit, en 1971, la transformation de Fourier discrète dans un corps fini{\displaystyle GF(p^{n})}, en incorporant l'algorithme de Cooley-Tukey de transformation de Fourier rapide de 1965.
En 1999 il est récipiendaire, avec John Gilmore et la Compaq Computer’s Atalla Division, du RSA Award de la RSA Data Security Inc. 

## Publications (sélection)
- John M. Pollard, « The fast Fourier transform in a finite field », Math. Comp., vol. 25,‎ 1971, p. 365-374
- John M. Pollard, « Theorems on factorization and primality testing », Proc. Cambridge Philos. Soc., vol. 76,‎ 1974, p. 521-528
- Claus-Peter Schnorr et John M. Pollard, « An efficient solution of the congruence {\displaystyle x^{2}+ky^{2}=m\ ({\bmod {n}})} », IEEE Trans. Inform. Theory, vol. IT-33, no 5,‎ septembre 1987, p. 702-709
- John M. Pollard, « Factoring with cubic integers », dans The development of the number field sieve, Springer-Verlag, coll. « Lecture Notes in Mathematics » (no 1554), 1993, p. 4-10
- John M. Pollard, « The lattice sieve », dans ibid., p. 43-49
- Arjen K Lenstra, Hendrik W Lenstra, Mark S. Manasse et John M. Pollard, « The number field sieve », dans ibid., p. 11-40
- Arjen K Lenstra, Hendrik W Lenstra, Mark S Manasse et John M. Pollard, « The factorisation of the ninth Fermat number », Math. Comp., vol. 61,‎ 1993, p. 319-349
- Arjen K Lenstra, Hendrik W Lenstra, Mark S Manasse et John M. Pollard, « The number field sieve », Proceedings of the twenty-second annual ACM symposium on Theory of computing,‎ 1990, p. 564-572
- John M. Pollard, « Kangaroos, Monopoly and discrete logarithms », J. Cryptology, vol. 13, no 4,‎ 2000, p. 437–447
- Steven D. Galbraith, John M. Pollard et Raminder S. Ruprai, « Computing discrete logarithms in an interval », Math. Comp., vol. 82, no 282,‎ 2012, p. 1181–1195 (DOI 10.1090/S0025-5718-2012-02641-X).

## Articles liés
- Algorithme rho de Pollard
- Algorithme rho de Pollard (logarithme discret)
- Algorithme p-1 de Pollard
- Méthode des kangourous de Pollard